# 覆土 (園芸)
覆土（ふくど）は、草花や野菜のタネをまいた後、その上に土をかぶせること、またはその土の意味である。覆土には次のような意味がある。
1. タネには、嫌光性といって、明るいところよりも薄暗い環境のほうが発芽に適しているものが多い。
2. 雨や灌水（みずやり）などで、タネが流れてしまうのを防ぐため。
3. 小鳥や虫、ナメクジなどによる食害を防ぐため。

一般に覆土の厚さは、タネの直径の2 - 3倍程度がよいとされている。豆類やひまわりなどの大粒のタネでは、1cmから2cmくらいが適当である。ケシ類やケイトウなどの比較的細かいタネでは、タネが見え隠れする程度に覆土し、その上を板や手のひらなどで軽く押さえておく。なお、微細種子は、覆土しない方がよい。